# Vladimír Nekuda
Vladimír Nekuda (23. května 1927 Vícenice – 10. května 2006 Brno) byl český archeolog věnující se slovanské a středověké archeologii a specializující se na problematiku zaniklých středověkých vsí. Pod jeho vedením byly prozkoumány zaniklé vesnice Mstěnice u Hrotovic a Pfaffenschlag, věnoval se i problematice slovanského osídlení Berlína (výzkum na lokalitě Berlin-Spandau). Dlouhodobě redigoval sborník Archaeologia Historica a předsedal brněnské Muzejní a vlastivědné společnosti (dříve Muzejní spolek).

## Odborné vzdělání, zaměstnání a funkce
- 1940–1947 gymnázium v Třebíči[1]
- 1947–1952 studia klasické archeologie a latiny na Filosofické fakultě Masarykovy university v Brně
- 1959–1989 vedoucí oddělení historické archeologie Moravského muzea v Brně
- 1964 kandidát věd
- od 1969 řízení Vlastivědného věstníku moravského a edice Vlastivěda moravská
- 1971–1979 předseda brněnského Musejního spolku
- od 1976 redigoval sborník Archaeologia historica
- 1979–2006 předseda Muzejní a vlastivědné společnosti
- 1985–1990 redigoval Časopis Moravského muzea[1]
- 1991 DrSc.
- 1993 docent
- 2002 profesor

## Výběr z díla
- Seznam děl v Souborném katalogu ČR, jejichž autorem nebo tématem je Vladimír Nekuda
- 1961: Zaniklé osady na Moravě v období feudalismu
- 1981: Hrádky a tvrze na Moravě (s Josefem Ungerem)
- 1968: Středověká keramika v Čechách a na Moravě (s K. Reichertovou)
- 1975: Pfaffenschlag. Zaniklá středověká ves u Slavonic
- 1985: Mstěnice 1. Zaniklá středověká ves u Hrotovic. Hrádek, tvrz, dvůr, předsunutá opevnění
- 1993: Die Keramik vom Burgwall in Berlin-Spandau
- 1995: Zlínsko. Brno. ISBN 80-85048-57-4
- 1997: Mstěnice 2. Zaniklá středověká ves u Hrotovic. Dům a dvůr ve středověké vesnici (s Rostislavem Nekudou)
- 2001: Mstěnice 3. Zaniklá středověká ves u Hrotovic. Časně středověké sídliště